# 野口恒樹
野口 恒樹（のぐち つねき、1901年2月7日 - 1989年11月7日）は、日本の哲学者。皇学館大学名誉教授。

## 人物
福岡県遠賀郡芦屋町生まれ。
愛媛県師範学校教諭、海軍教授、長崎県立短期大学教授を経て、皇学館大学教授・名誉教授。

## 経歴
- 1926年（大正15年） - 京都帝国大学文学部哲学科卒業。
- 1927年（昭和2年） - 愛媛県師範学校教諭。
- 1935年（昭和10年） - 海軍教授海軍機関学校教官。
- 1962年（昭和37年） - 皇学館大学教授。
  - 1966年（昭和41年）4月から 1969年（昭和44年3月）まで、皇学館高等学校校長[2]を兼務。
- 1975年（昭和50年）3月 - 定年退職。
- 1975年（昭和50年）4月 - 皇学館大学客員教授。
- 1978年（昭和53年）4月 - 退職。
- 1978年（昭和53年）4月 - 皇学館大学名誉教授。勲四等旭日小綬章受章[1]。
- 1989年（平成元年） - 脳梗塞のため死去[1][3]。

## 著書
- 『現代における「汝」の発見』 皇学館大学出版部、1971年(昭和46年)
- 『我汝哲学の研究 第二篇―新しき思惟』 皇学館大学出版部、1978年(昭和五十三年)
- 『我汝哲学の立場』 下村寅太郎編、南窓社、1989年(昭和64年)

など。